# Die Hard
Die Hard (Difícil de matar) és la primera entrega d'una sèrie de pel·lícules amb el mateix nom, protagonitzada per Bruce Willis. Està basada en la novel·la Nothing Lasts Forever, de Roderick Thorp, i va obtenir quatre nominacions als Òscars: al millor muntatge, als millors efectes visuals, al millor so i als millors efectes de so.
John McClane (Bruce Willis) és un policia de Nova York que visita la seva dona a Los Angeles. Ella es troba en una festa nadalenca de la seva companyia al gratacel Nakatomi Plaza amb nombrosos convidats. Mentre ell s'està canviant de roba, arriba a l'edifici un grup de terroristes que prenen els convidats com a ostatges. McClane és l'única persona que els terroristes no veuen. Comença llavors una lluita a mort entre els terroristes i el solitari policia.

## Repartiment
| Actor                                         | Personatge                                   |
| --------------------------------------------- | -------------------------------------------- |
| Bruce Willis                                  | Detectiu John McClane                        |
| Alan Rickman                                  | Hans Gruber                                  |
| Bonnie Bedelia                                | Holly Gennero McClane                        |
| Reginald VelJohnson                           | Al Powell                                    |
| Alexander Godunov                             | Karl                                         |
| Paul Gleason                                  | Diputat Cap de la policia Dwayne T. Robinson |
| William Atherton                              | Richard Thornburg                            |
| De'voreaux White                              | Argyle                                       |
| Hart Bochner                                  | Harry Ellis                                  |
| James Shigeta                                 | Joe Takagi                                   |
| Dennis Hayden                                 | Eddie                                        |
| Clarence Darnell Gilyard/Clarence Gilyard Jr. | Theo                                         |
| Bruno Doyon                                   | Franco                                       |
| Junior Prata                                  | Rossi                                        |
| Andreas Wisniewski                            | Tony Vreski                                  |
| Al Leong                                      | Uli                                          |
| Robert Davi                                   | Agent especial de l'FBI Johnson              |
| Grand L. Bush                                 | Agent de l'FBI Johnson                       |

## Seqüeles
- Die Hard 2 (1990)
- Die Hard: With a Vengeance (1995)
- Live Free or Die Hard (2007)
- A Good Day to Die Hard (2013)